# タ・ネア
タ・ネア（ギリシャ語：Τα Νέα,ニュースの意）はギリシャのランブラキス・プレス社の発刊している日刊新聞紙。左派系で全ギリシャ社会主義運動党に好意的。1931年創刊。